# Liferuiner
Liferuiner ist eine 2004 gegründete Melodic-Hardcore-Band aus Toronto, Kanada. Die Band versteht sich als eine scherzhafte Gegenbewegung zu den massenhaften Straight-Edge-Bands dieser Szene.

## Geschichte
Die 2004 in Toronto, Kanada gegründete Band besteht aus Sänger Jonny O’Callaghan, Gitarrist Mike Short, Bassist Burton Lavery und Schlagzeuger Terrance Pettitt.
Noch im Gründungsjahr erschien die Demo-EP Are You Offended Yet, die aus eigener Tasche finanziert wurde. Die Band unterschrieb einen Plattenvertrag über ein Album bei der Plattenfirma Tribunal Records. Über dieses Label erschien 2007 das Debütalbum No Saints. Im Juni des gleichen Jahres wechselte die Band zu Rise Records. Jedoch wurde der Plattenvertrag nach knapp vier Wochen wieder aufgelöst. So folgte abermals ein Wechsel der Plattenfirma. Zunächst für ein Album unterschrieb Liferuiner bei Uprising Records. Über dieses Label erschien 2008 das zweite Album Taking Back the Night Life. Der Vertrag bei Uprising Records wurde verlängert, sodass das dritte Album Sons of Straight Edge, das 2011 auf dem Markt gebracht wurde, ebenfalls über das Label veröffentlicht wurde. Ein weiterer Labelwechsel folgte 2013 zu inVogue Records. Dort erschien 2013 das vierte Album. Es heißt Future Revisionists.
Bei einem Konzert der Band im September 2009 in Dayton, Ohio wurde die Band von Unbekannten angegriffen.
Am 25. Mai 2013 startete die 13 Konzerte umfassende Kanada-Tour, welche von Being as an Ocean begleitet wurde. Die Konzertreise endete am 9. Juni 2013.
Zwischen dem 4. April 2014 und dem 3. Mai 2014 tourte Liferuiner als Vorband für Norma Jean durch Europa. Diese Tournee führte Liferuiner durch das Vereinigte Königreich, Deutschland, Spanien, Dänemark, Norwegen, Schweden, Österreich, Ungarn, Frankreich, Tschechien, Italien und Belgien. Den Tourabschluss bildete der Auftritt auf dem Groezrock.
Im Januar 2016 veröffentlichten Liferuiner ihre zweite EP mit dem Titel Nomads.

## Diskografie

### EPs
- 2004: Are You Offended Yet
- 2011: Sons of Straight Edge (Uprising Records)
- 2016: Nomads

### Alben
- 2007: No Saints (Tribunal Records)
- 2009: Taking Back the Night Life (Uprising Records)
- 2013: Future Revisionists (inVogue Records)